# نفيانسك
نفيانسك (بالروسية: Невьянск) هي إحدى مدن روسيا في الكيان الفدرالي الروسي سفيردلوفسك أوبلاست.